# Tarenna flava
Tarenna flava är en måreväxtart som beskrevs av Arthur Hugh Garfit Alston. Tarenna flava ingår i släktet Tarenna och familjen måreväxter. Inga underarter finns listade i Catalogue of Life.